# Ankomst 23:30
Ankomst 23:30 er en dansk kortfilm fra 1992 instrueret af Jan Jung efter manuskript af ham selv og Flemming Jarlskov.

## Handling
Efter et mislykket forhold rejser en pige med toget tilbage til sine forældre, men på toget er også den mand hun vil væk fra, og han har ikke tænkt sig bare at lade hende rejse.